# N91 (België)
De N91 is een gewestweg in de Belgische provincies Waals-Brabant en Namen. Deze weg vormt de verbinding tussen Hamme-Mille en Namen.
De totale lengte van de N91 bedraagt ongeveer 40 kilometer.

## Plaatsen langs de N91
- Hamme-Mille
- Nodebeek (Nodebais)
- Piétrebais
- Roux-Miroir
- Incourt
- Opprebais
- Thorembais-les-Béguines
- Petit-Rosière
- Grand-Rosière-Hottomont
- Noville-sur-Mehaigne
- Éghezée
- Longchamps
- Leuze
- Waret-la-Chaussée
- Cognelée
- Champion
- Namen